# Gaja Pozojević
Gaja pl. Pozojević (Hrvatska Klarija, 6. veljače 1957.), primarijus doktor pulmolog iz Zrenjanina, Vojvodina, Srbija Lokalni dužnosnik vojvođanskih Hrvata.

## Životopis
Rođen u Hrvatskoj Klariji (Radojevu) 1957. godine, općina Nova Crnja. Rodom iz hrvatske plemenitaške obitelji Pozojević, a Hrvatski plemićki zbor primio ga je u članstvo 2009. godine.
U rodnom selu završio osnovnu školu. U Srpskoj Crnji zavšrio gimnaziju prirodno-matematičkog smjera u Srpskoj Crnji. U Novom Sadu završio Medicinski fakultet, a specijalizaciju iz pneumoftiziologije na Institutu za plućne bolesti u Srijemskoj Kamenici. 1999. ga je ministrarstvo zdravstva Republike Srbije promoviralo ga je u primarijusa. Stalno je zaposlen u Specijalnoj bolnici za plućne bolesti u Zrenjaninu na mjestu Načelnika dijagnostike. Član Europskog respiratornog udruženja (ERS), Europske akademije za alergologiju i kliničku imunologiju (EAACI). Autor je više desetaka stručnih i znanstvenih radova iz oblasti pulmologije i alergologije objavljenim u specijaliziranim domaćim i stranim časopisima. Bio je član predsjedništva Društva liječnika Vojvodine Srpskog liječničkog društva u jednom sazivu. Član je predsjedništva pneumoftiziološke sekcije Vojvodine. Mentor je iz pulmologije pri Medicinskom fakultetu u Beogradu.
Član je gradskog odbora LSV Zrenjanin. Sudionik potporne akcije održavanja sjednice HNV u Zrenjaninu 25. rujna 2015. u multimedijalnoj dvorani Gradske uprave Zrenjanina. To je bila prva sjednica ovog tijela manjinske samouprave Hrvata u Srbiji.
Piše povremeno o hrvatskoj zajednici za hrvatska i katolička glasila i portale Zrenjaninska biskupija te drži predavanja o povijesti Hrvata u srednjem Banatu.

## Vanjske poveznice
- Specijalna bolnica za plućne bolesti "dr Vasa Savić" Zrenjanin Dijagnostičko odeljenje
- Specijalna bolnica za plućne bolesti "dr Vasa Savić" Zrenjanin Stručni radovi dr Pozojevića
- Prof dr. sc. Vladimir Čavrak Tag: Gaja Pozojević
- KTV Vesti Dr Gaja Pozojević -- Plućna bolnica 28.03.2013